# 후쿠오카 공항
후쿠오카 공항(일본어: 福岡空港, IATA: FUK, ICAO: RJFF)은 일본 후쿠오카시에 위치한 국제공항으로 규슈(九州) 제1의 도시인 후쿠오카시의 동부 시내에 위치하고 있으며 2015년 이용 여객 수 기준으로 하네다, 나리타, 간사이에 이어 일본 4위의 공항이다.

## 개요
후쿠오카 공항은 도심의 동쪽에 인접한 하카타구에 있기에 도심에서 지하철로 10분도 걸리지 않아 접근성이 매우 용이하지만 한편으로는 동부 시내의 한가운데에 있는데다가 소음 문제 또한 심각하기 때문에 오후 10시부터 오전 7시까지 커퓨타임(야간운항통제 시간)을 적용하고 있으며 과거에는 미국 공군 기지인 이타즈케 기지(일본어: 板付基地)였던 일본의 제2종 공항이기도 하다.

## 역사
- 1945년 5월 - 활주로 완성
- 1951년 10월 - 민간항공의 항공 노선 개설(후쿠오카 - 오사카 - 도쿄)
- 1960년 6월 - 일본항공, 도쿄 국제공항 - 후쿠오카 공항 간에 여객기 취항
- 1965년 9월 - 국제선(후쿠오카 - 부산)이 개설.
- 1970년 12월 - 운수성 이관 결정
- 1972년 4월 - 미군에게서 대부분 반환되어 제2종 공항으로서 공용 개시.
- 1993년 3월 - 후쿠오카시 지하철 노선 연장.
- 1996년 6월 - 가루다 인도네시아 항공 865편이 이륙직후 폭발, 3명 사망
- 1999년 5월 - 신국제선 여객빌딩 완성.
- 2004년 1월 - 활주로 34의 ILS 운용 개시.
- 2008년 6월 - 공항 법개정에 의해, 4조 1항5호에 해당하는 공항으로서 정령으로 정하는 공항으로 구분.
- 2019년 4월 1일 - 공항 운영권을 후쿠오카국제공항주식회사로 이관하며 민영화[1]
- 2024년 12월 3일 - 국제선 1층 도착 로비 보수 공사 완료.

## 구성

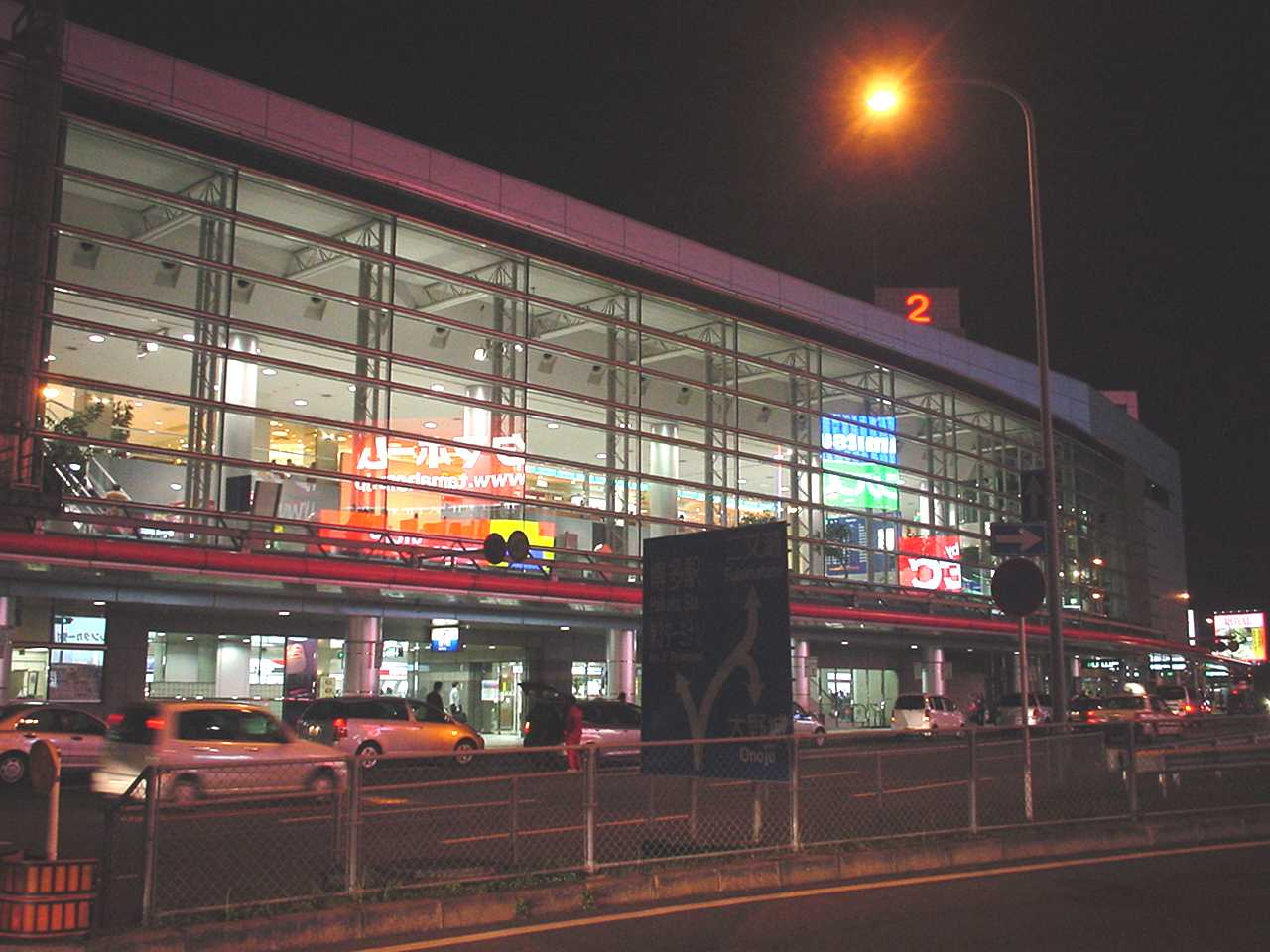
후쿠오카 공항 2터미널

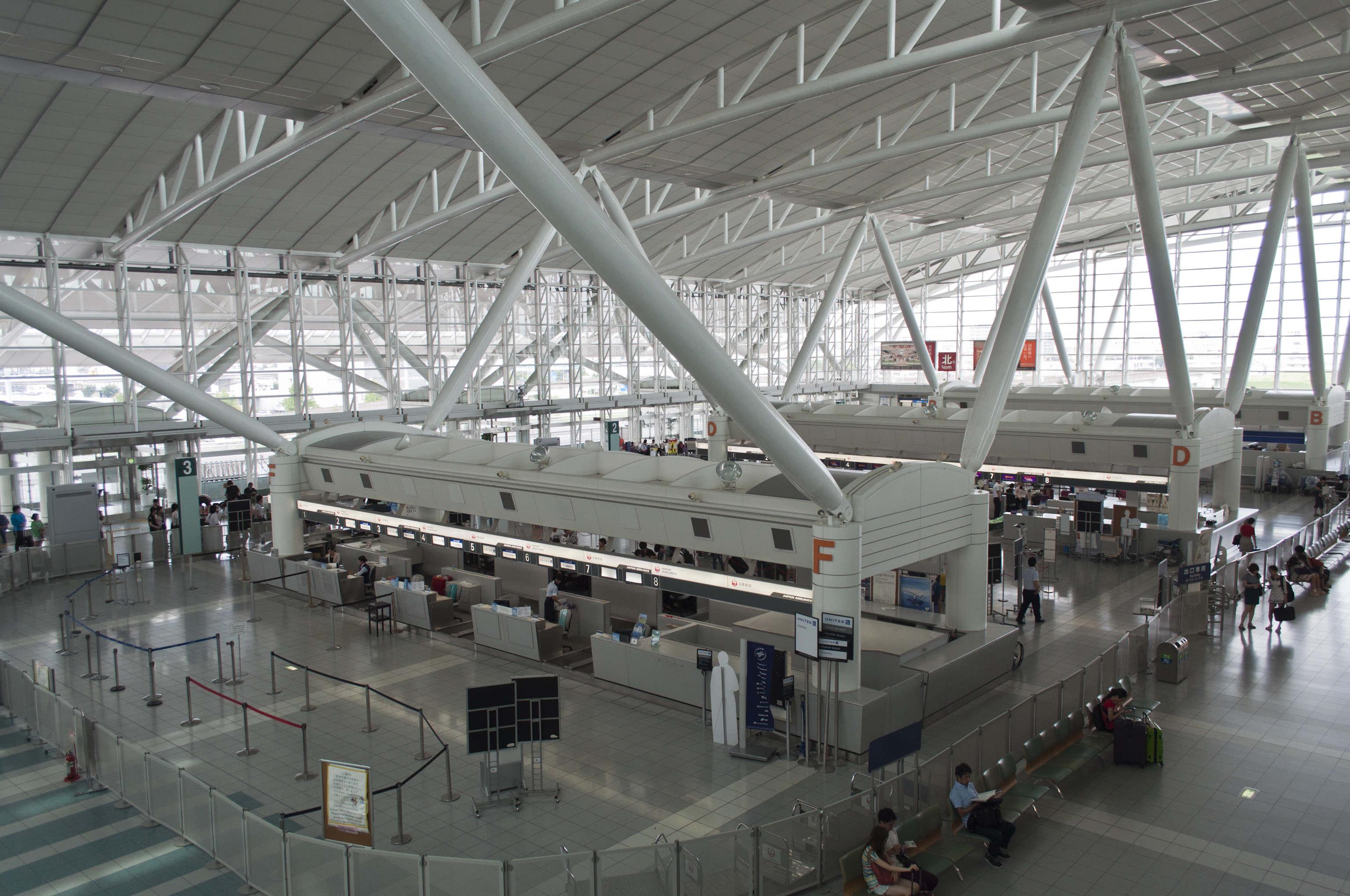
국제선의 체크인 카운터

### 여객 터미널 빌딩
여객 터미널 빌딩은 후쿠오카 국제 공항 주식 회사가 운영하고 있기 때문에 2016년 10월 4일까지는 국내선 제1, 제2, 제3및 국제선 4동으로 운용되고 있었다. 
복수의 터미널 빌딩을 갖는 공항에서 항공사마다 입주하는 빌딩이 다른 것이 일반적이지만 후쿠오카 공항 제1터미널은 전면 지점에 계류할 수 있는 기제의 크기에 제한이 있어 중소형기 전용 터미널 건물로 사용되고 있으며 중소형기를 사용하는 지방 노선은 제1터미널에서 하네다·이타미·중부 등 대형기를 사용하는 주요 간선은 제2터미널, 기본적으로 행선지별로 이용하는 터미널 빌딩이 달랐다.
3개 국내선 터미널 빌딩은 옆으로 이어지는 형태로 건설되고 있으며 제2, 제3터미널은 접속되고 있기 때문에 동일한 건물로 이용 가능하지만 제1터미널은 접속되지 않아 이동하려면 일단 터미널 밖으로 나올 필요가 있었다.
다만 승선 브릿지 부분만을 제1, 제2터미널 사이로 연결되며 제2터미널을 발착하는 것의 일부는 제1터미널에 위치한 10번 지점을 사용하기 때문에 스타플라이어의 일부 편 등은 도착만 제1터미널을 이용하고 있다.
국내선 탑승 수속은 제1과 제2터미널 빌딩에서 열리며 도착 고객의 출구는 제1 제2, 제3터미널 빌딩에 있으나 국내선 제1터미널 건물로부터 떠나는 일본항공그룹과 전 일본항공 마일리지 선임 회원은 제2터미널 빌딩 제한 구역 내 라운지에 들어가고 출발 시각에 늦지 않도록 10번 탑승구 부근에 가서 항공 회사 직원의 유도에서 제1터미널 빌딩으로 이동할 수 있었다.
국내 여객 터미널은 활주로 동쪽, 국제선 터미널은 활주로 서쪽에 위치하고 있으며 두 지방 구간에 약 10분 간격으로 운행되는 셔틀버스 비용은 취항 항공사가 승객수에 따라 분담하며 덧붙여 지하철역은 국내선 터미널 남쪽 지하에 있다.
국내선 제1터미널 폐쇄로 2016년 10월 5일부터 잠정적으로 기존의 제2·3터미널을 하나의 건물로 보는 형태로 국내선 터미널로 리뉴얼하여 임시로 운영되다가 2020년 1월부로 국내선 터미널의 보수 공사가 마무리되면서 기존의 1, 2, 3 터미널 구분없이 국내선 터미널로 운영되고 있다.

## 운항 노선

### 국제선
| 항공사               | 목적지                       |
| -------------------- | ---------------------------- |
| 대한항공             | 서울(인천), 부산             |
| 아시아나항공         | 서울(인천)                   |
| 에어부산             | 서울(인천), 부산             |
| 에어서울             | 서울(인천)                   |
| 이스타항공           | 서울(인천)                   |
| 제주항공             | 서울(인천), 무안, 부산, 제주 |
| 진에어               | 서울(인천), 부산             |
| 티웨이항공           | 청주, 대구                   |
| 중국국제항공         | 베이징(수도), 다롄           |
| 춘추항공             | 상하이(푸둥)                 |
| 캐세이퍼시픽 항공    | 홍콩(첵랍콕)                 |
| 홍콩 익스프레스 항공 | 홍콩(첵랍콕)                 |
| 중화항공             | 타이페이(타오위안)           |
| 에바 항공            | 타이페이(타오위안)           |
| 스타룩스 항공        | 타이페이(타오위안)           |
| 타이거 항공 타이완   | 타이페이(타오위안), 가오슝   |
| 베트남 항공          | 하노이, 호치민               |
| 비엣젯 항공          | 하노이                       |
| 싱가포르 항공        | 싱가포르                     |
| 타이 항공            | 방콕(수완나품)               |
| 타이 비엣젯 항공     | 방콕(수완나품)               |
| 타이 에어아시아      | 방콕(돈므앙)                 |
| 필리핀 항공          | 마닐라                       |
| 세부 퍼시픽          | 마닐라                       |
| 유나이티드 항공      | 괌                           |
| 하와이안 항공        | 호놀룰루                     |

### 국내선
| 항공사               | 목적지                                                                                         |
| -------------------- | ---------------------------------------------------------------------------------------------- |
| 일본항공             | 도쿄(나리타, 하네다), 삿포로                                                                   |
| 일본 에어 커뮤터     | 가고시마, 야쿠시마, 이즈모, 타네가시마                                                         |
| 일본 트랜스오션 항공 | 오키나와(나하)                                                                                 |
| J-에어               | 고치, 도쿠시마, 마쓰야마, 미야자키, 센다이, 아마미, 오사카(이타미), 하나마키                   |
| 전일본공수           | 도쿄(하네다), 나고야(주부), 삿포로, 오키나와                                                   |
| ANA 윙스             | 도쿄(하네다), 고마쓰, 나고야(주부), 미야자키, 삿포로, 쓰시마, 오사카(이타미), 오키나와, 후쿠에 |
| 솔라시드 항공        | 오키나와                                                                                       |
| 스카이마크 항공      | 도쿄(하네다), 삿포로, 시모지시마, 오키나와, 이바라키                                           |
| 스타플라이어         | 도쿄(하네다), 나고야(주부)                                                                     |
| 아마쿠사 항공        | 아마쿠사                                                                                       |
| 아이벡스 항공        | 나고야(주부), 니가타, 센다이, 오사카(이타미)                                                   |
| 오리엔탈 에어 브리지 | 미야자키, 쓰시마, 후쿠에                                                                       |
| 제트스타 재팬        | 도쿄(나리타), 나고야(주부), 오사카(간사이)                                                     |
| 피치 항공            | 도쿄(나리타), 삿포로, 오사카(간사이), 오키나와                                                 |
| 후지드림 항공        | 나고야(코마키), 니가타, 마쓰모토, 시즈오카                                                     |
| AIRDO                | 삿포로                                                                                         |

## 교통

### 지하철
- 후쿠오카 공항역 - 후쿠오카 지하철 공항선

### 버스

#### 셔틀
공항내 국내선(제1터미널, 제2터미널, 제3터미널), 화물터미널, 국제선터미널을 연결하는 셔틀버스가 니시테쓰 버스(서일본 철도)에 의해 운행되고 있다. 승차 운임은 무료이지만, 공항시설 근무자, 공항 견학자, 공항 이용자 이외의 이용은 불가능하다.

#### 일반 버스
후쿠오카 공항 내의 버스 정류장에서 아래의 지역을 운행하고 있다.
- 국내선 터미널 출발
  - 시모노세키시
  - 구루메시
  - 구마모토시
  - 사가시
  - 가라쓰시
  - 유후인 / 벳푸
  - 후쿠오카 시내행(하카타 / 덴진방향)

- 국제선 터미널 출발
  - 벳푸시
  - 사가시
  - 사세보시
  - 나가사키시
  - 구마모토시
  - 후쿠오카 시내행(하카타 / 덴진방향)

## 사건 및 사고
- 가루다 인도네시아 항공 865편